# Dortmunder Weihnachtsmarkt

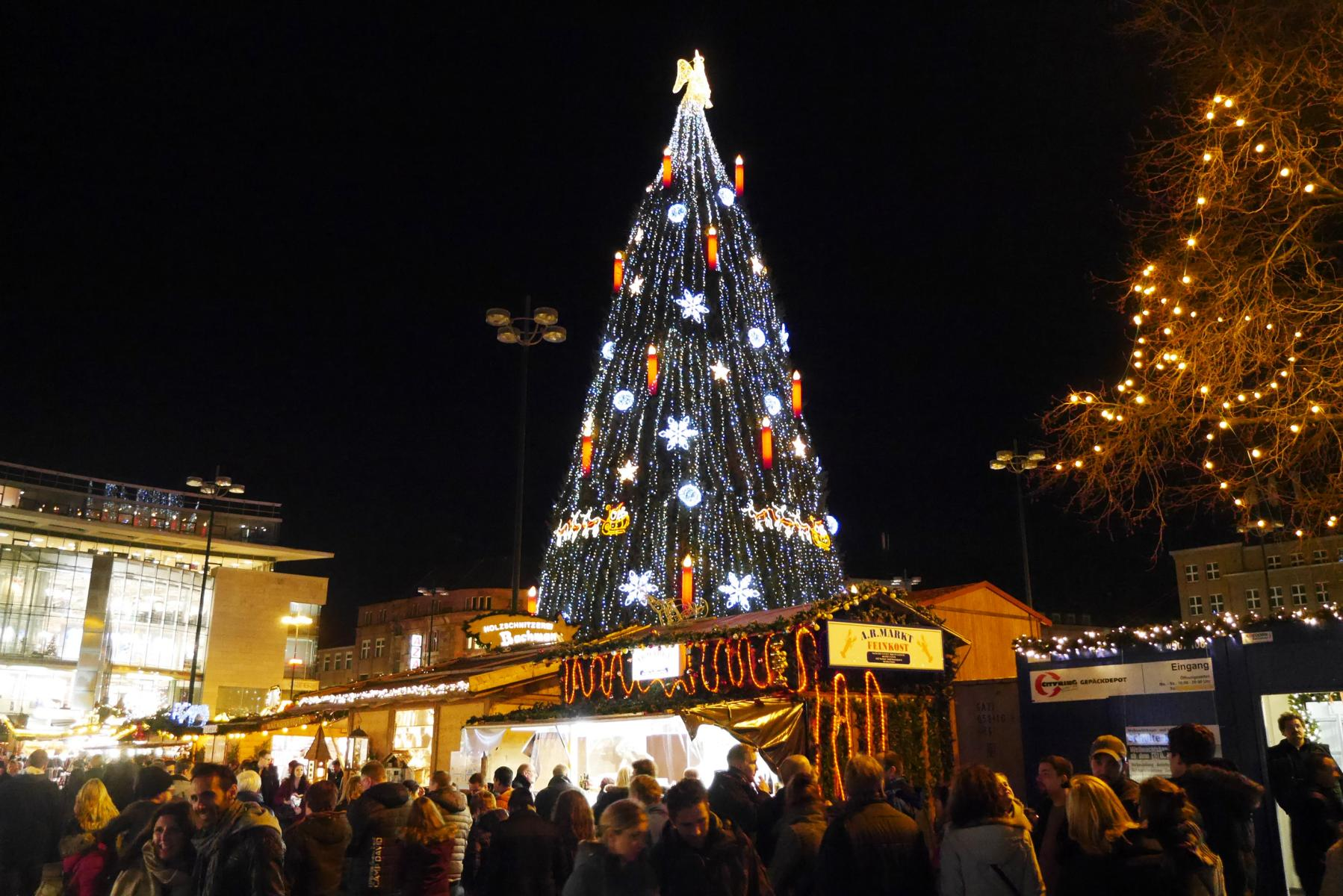
Der beleuchtete Weihnachtsbaum auf dem Hansaplatz (2015)

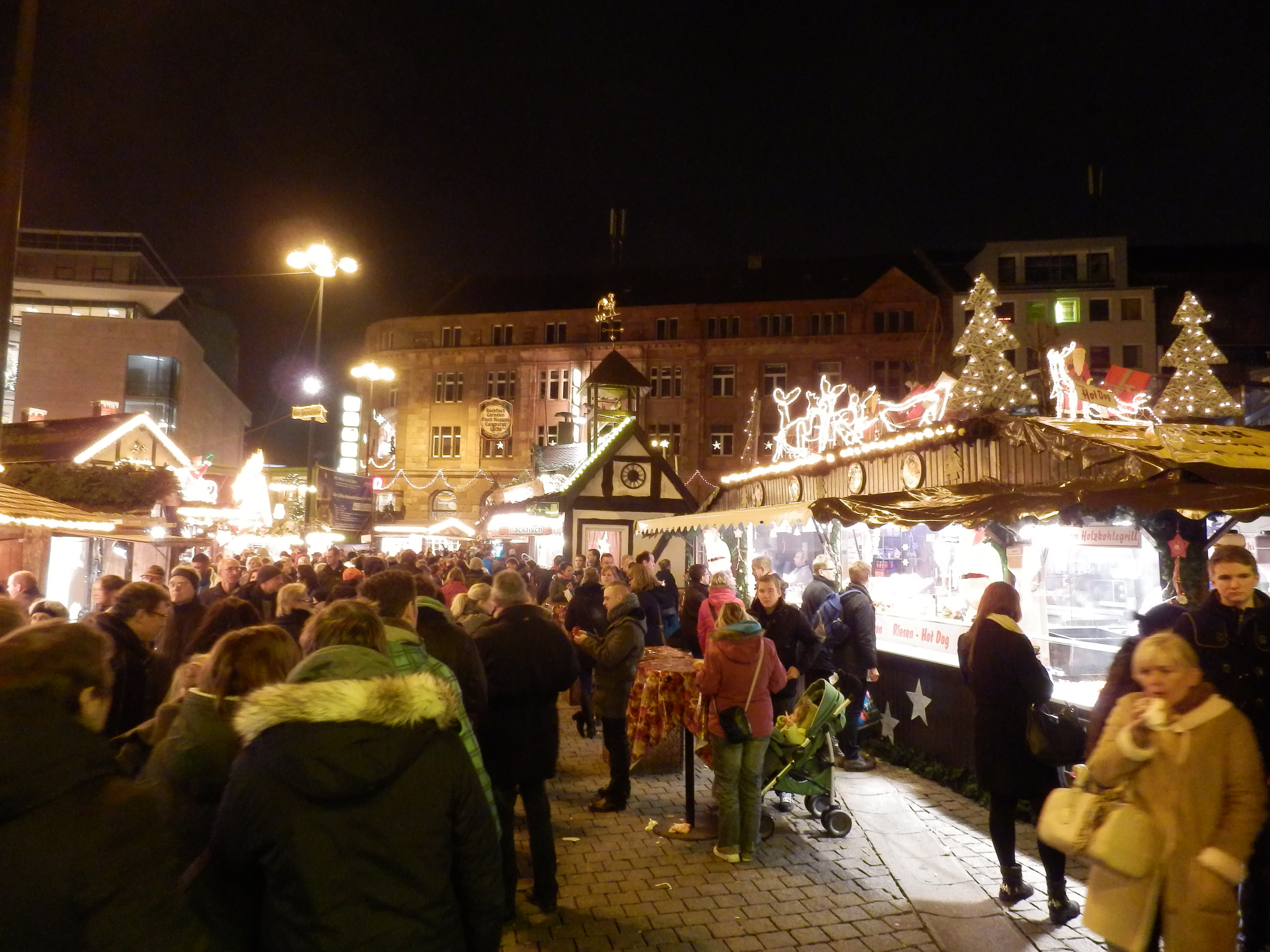
Auf dem Dortmunder Weihnachtsmarkt (2013)

Der Dortmunder Weihnachtsmarkt, seit 2019 Dortmunder Weihnachtsstadt, findet jährlich in der Adventszeit meist ab dem 21. November bis zum 30. Dezember in Dortmund statt. Er wurde 2019 zum 121. Mal ausgerichtet und gilt heute mit bis zu 3,6 Mio. Besuchern als einer der größten und bedeutendsten Weihnachtsmärkte Deutschlands mit dem größten Weihnachtsbaum der Welt.

## Lage
Zentrum ist der Hansaplatz, von dem aus sich etwa 300 Stände und einige Fahrgeschäfte durch die gesamte Fußgängerzone und Einkaufsstraßen der Dortmunder Innenstadt ziehen. Schwerpunkt ist die Fußgängerzone, insbesondere vom Hansaplatz über den angrenzenden Alten Markt und die Flächen rund um die zentrale Reinoldikirche bis zum Willy-Brandt-Platz. Der Friedensplatz bleibt dagegen weitgehend frei von Weihnachtsbuden, da der wöchentlich am Mittwoch, Freitag und Samstag stattfindende Wochenmarkt während der Zeit des Weihnachtsmarkts hierher ausweicht.

## Geschichte
Der Weihnachtsmarkt wurde erstmals im 19. Jahrhundert, vermutlich 1878 vor der Reinoldikirche veranstaltet. Nach einigen Jahren ohne Weihnachtsmarkt, zuletzt zwischen 1939 und 1948 im Zusammenhang mit dem Zweiten Weltkrieg, wurde der Dortmunder Weihnachtsmarkt 2019 zum 121. Mal ausgerichtet.
2020 fiel der Weihnachtsmarkt, in Folge der weltweiten COVID-19-Pandemie, weitgehend aus.

## Weihnachtsbaum
Auf dem Hansaplatz wird alljährlich seit 1996 ein großer Weihnachtsbaum errichtet, der zur Hauptattraktion des Dortmunder Weihnachtsmarktes wurde und ein entsprechend häufig fotografiertes Motiv ist. Er gilt als der größte Weihnachtsbaum der Welt. So wurde er auch 2019 in vierwöchiger Aufbauzeit wieder aus 1.700 Rotfichten zu einer Höhe von 45 Metern angeordnet und mit 48.000 Lämpchen und 20 zweieinhalb Meter großen Kerzen geschmückt und beleuchtet.
Seit 2007 steht hier auch der kleinste Weihnachtsbaum der Welt mit nur 14 mm Höhe.

## Angebot und Rezeption

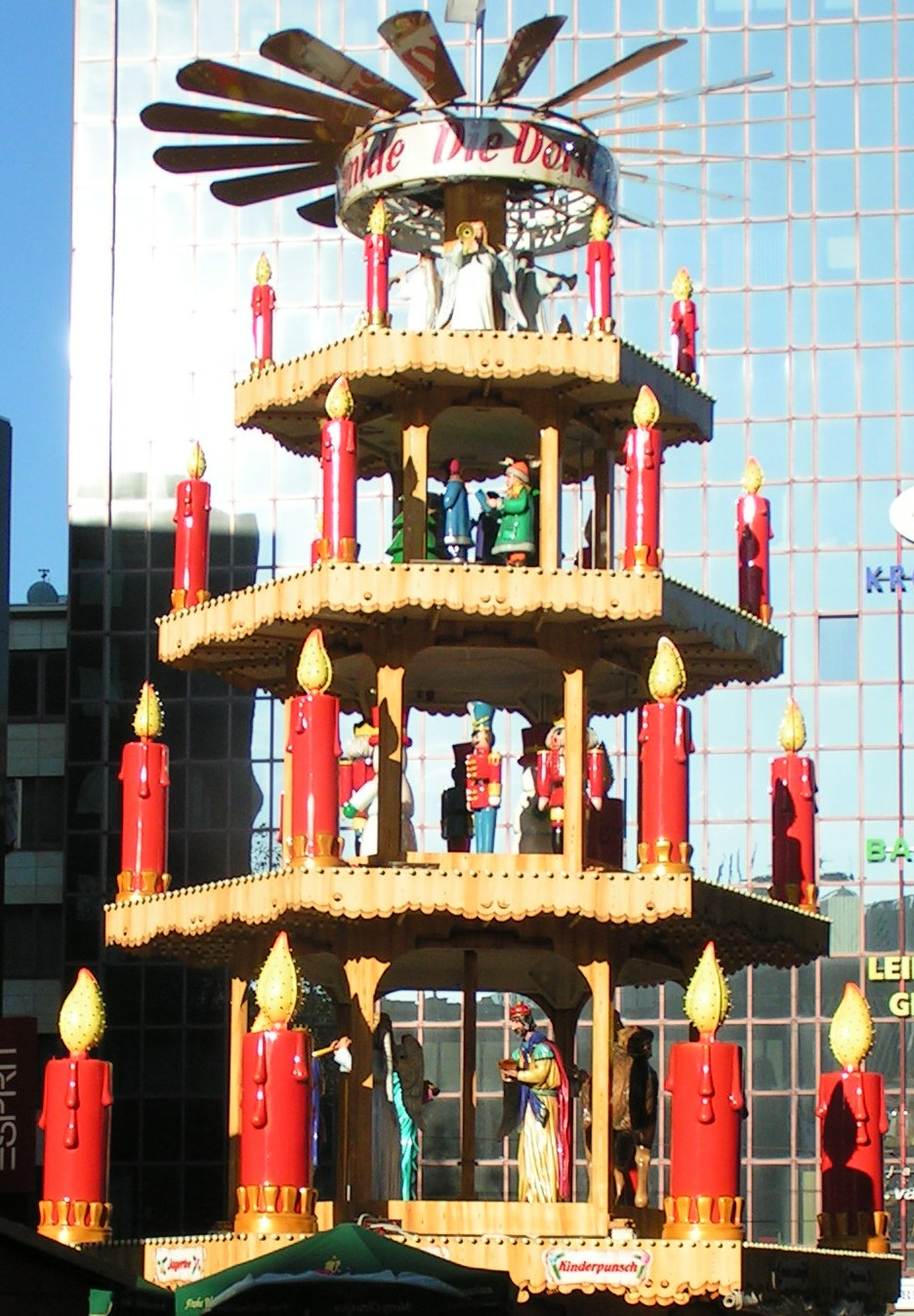
Die alljährliche Dortmunder Weihnachtspyramide auf einem Glühweinstand auf der Hansastraße

Der Weihnachtsmarkt hat inzwischen überregionale Bedeutung und zählt spätestens seit den 2010er Jahren zu den wichtigsten touristischen Anziehungspunkten Dortmunds. So besuchen den Dortmunder Weihnachtsmarkt jährlich etwa 2,5 bis zu 3,6 Mio. Menschen aus dem In- und Ausland, insbesondere aus den Beneluxländern und Großbritannien.
Auf dem Hansaplatz und dem Alten Markt sind zudem Bühnen aufgebaut, auf dem begleitende Veranstaltungen von Comedy bis Konzerten von Rock bis Chören stattfinden. Auf der größeren Bühne am Rande des Hansaplatzes findet traditionell auch die WDR 4-Schlagerweihnacht statt, eine vom WDR Fernsehen übertragene Musiksendung mit bekannten Schlagerstars.
Neben einer Vielzahl von Ständen (alljährlich etwa 300), die Kunsthandwerk und Weihnachtsdekoration, westfälische und internationale Speisen und vieles andere anbieten, sind auch einige Fahrgeschäfte v. a. für Kinder zu finden, zudem ergänzende Angebote wie Gepäckaufbewahrung, Kinderbetreuung, u .a. Auch werden in einem Wettbewerb die drei schönsten Buden mit der „Goldenen Tanne“ ausgezeichnet.
Die verschiedenen Glühweinstände schenken seit 1990 in alljährlich neu für den Dortmunder Weihnachtsmarkt gestalteten Pfandtassen aus. Diese Glühweinbecher werden von der Firma Mohaba aus Düren hergestellt und sind inzwischen zum Sammlerobjekt geworden.

## Sonderfall Weihnachtsmarkt 2020
Auf Grund der COVID-19-Pandemie in Deutschland ist auch der Dortmunder Weihnachtsmarkt im Jahr 2020 weitgehend zu seiner 122. Ausrichtung ausgefallen. So wurde nach der endgültigen Absage der Weihnachtsstadt 2020 Ende Oktober und dem Rückbau des bereits aufgebauten Weihnachtsbaums Mitte November ein Konzept entwickelt, nach dem ab dem 4. Dezember zwölf vereinzelte und nach einem Hygienekonzept arbeitende Stände öffneten, neben traditionellen Imbissständen (u. a. Bratwurst) oder Süßwaren (u. a. Gebrannte Mandeln) auch Glühweinstände. Mit dem 2. Lockdown ab 16. Dezember 2020 wurden die meisten auch dieser Stände geschlossen, insbesondere die Glühweinstände.
Die beliebten Sammlertassen, die auch 2020 wieder mit neuem Motiv herauskamen, wurden zu Sammlerzwecken bzw. als Erinnerung an den ausgefallenen Weihnachtsmarkt 2020 und zur Unterstützung der Schausteller als „Keihnachtsmarkt-Tasse“ bezeichnet und dennoch verkauft.